# Xylotoles fasciatus
Xylotoles fasciatus är en skalbaggsart som beskrevs av Sharp 1886. Xylotoles fasciatus ingår i släktet Xylotoles och familjen långhorningar. Inga underarter finns listade i Catalogue of Life.